# Molophilus secundus
Molophilus secundus là một loài ruồi trong họ Limoniidae. Chúng phân bố ở miền Australasia.